# Primera División de México 1983-84
La Temporada 1983-84 fue la edición XLII del campeonato de liga de la Primera División en la denominada "época profesional" del fútbol mexicano; comenzó el 2 de septiembre y finalizó el 10 de junio. Por primera y hasta ahora única ocasión en la historia, desde que el campeonato mexicano de liga se define a través de una liguilla, la final del máximo circuito fue protagonizada por los dos clubes más populares y con más títulos de México: América y Guadalajara.
Las semifinales también presentaron una particularidad relevante, y es que son las únicas que disputaron los denominados cuatro grandes del fútbol mexicano, esto luego de que las Águilas eliminaron a Cruz Azul y las Chivas a Pumas de la UNAM. La llamada Final del siglo (por la prensa de la época) se definió a favor del entonces líder general de la competencia América con global de 5-3 (2-2 en el Jalisco y 3-1 en el Azteca).
En este torneo regresó y volvió a descender Unión de Curtidores, quien sustituyó como campeón de la Segunda División al descendido Zacatepec. El descenso del conjunto guanajuatense se produjo sin que se necesitara disputar la liguilla por el no descenso, esto después de concluir con una cifra récord de 25 derrotas y a once puntos del penúltimo lugar.

## Sistema de competencia
Los veinte participantes fueron divididos en cuatro grupos de cinco equipos cada uno; todos disputan la fase regular bajo un sistema de liga, es decir, todos contra todos a visita recíproca; con un criterio de puntuación que otorga dos unidades por victoria, una por empate y cero por derrota. 
Clasifican a la disputa de la fase final por el título, el primer y segundo lugar de cada grupo (sin importar su ubicación en la tabla general). Los equipos clasificados son ubicados del 1 al 8 en duelos cruzados (es decir 1 vs 8, 2 vs 7, 3 vs 6 y 4 vs 5), se enfrentaban en rondas ida-vuelta o eliminación directa. 
La definición de los partidos de cuartos de final y semifinales tomarían como criterio el marcador global al final de los dos partidos. De haber empate en este, se alargaría el juego de vuelta a la disputa de dos tiempos extras de 15 minutos cada uno, y posteriormente Tiros desde el punto penal, hasta que se produjera un ganador. 
En caso de la final, se implementa un criterio de desempate distinto, al considerar en caso de un empate global, la disputa de un tercer juego de desempate en cancha neutral.
En la liguilla por el no descenso, se enfrentarían los dos últimos lugares de la tabla general, únicamente si existiera una diferencia de tres puntos o menos entre los involucrados, de lo contrario el club con menos puntos descendería automáticamente a segunda división.
Los criterios de desempate para definir todas las posiciones serían la Diferencia de goles entre tantos anotados y los recibidos, después se consideraría el gol average o promedio de goles y finalmente la cantidad de goles anotados.

## Equipos participantes

### Ascensos y descensos
| Pos | Ascendido de la Segunda División 1982-83 |
| --- | ---------------------------------------- |
| 1º  | Unión de Curtidores                      |

| Pos         | Descendido en la Primera División 1982-83 |
| ----------- | ----------------------------------------- |
| 19° (Prom.) | Zacatepec                                 |

### Equipos por Entidad Federativa
En la temporada 1983-84 jugaron 20 equipos que se distribuían de la siguiente forma:
| Monterrey Tigres Tampico Madero A. Potosino Morelia U de G Atlas Guadalajara U.A.G León U. Curtidores Necaxa Puebla Neza Oaxtepec Toluca América Cruz Azul Atlante UNAM | \| Entidad Federativa \| N.º \| Equipos \| \| ------------------ \| --- \| ------------------------------------------ \| \| Distrito Federal \| 5 \| América, Atlante, Cruz Azul, Necaxa y UNAM \| \| Jalisco \| 4 \| Atlas, Guadalajara, UAG y U de G \| \| Nuevo León \| 2 \| Monterrey y UANL \| \| Estado de México \| 2 \| Toluca y Neza \| \| Guanajuato \| 2 \| León y U. Curtidores \| \| Morelos \| 1 \| Oaxtepec \| \| San Luis Potosí \| 1 \| Atlético Potosino \| \| Michoacán \| 1 \| Morelia \| \| Puebla \| 1 \| Puebla \| \| Tamaulipas \| 1 \| Tampico Madero \| |                                            |
| Entidad Federativa | N.º | Equipos                                    |
| Distrito Federal | 5 | América, Atlante, Cruz Azul, Necaxa y UNAM |
| Jalisco | 4 | Atlas, Guadalajara, UAG y U de G           |
| Nuevo León | 2 | Monterrey y UANL                           |
| Estado de México | 2 | Toluca y Neza                              |
| Guanajuato | 2 | León y U. Curtidores                       |
| Morelos | 1 | Oaxtepec                                   |
| San Luis Potosí | 1 | Atlético Potosino                          |
| Michoacán | 1 | Morelia                                    |
| Puebla | 1 | Puebla                                     |
| Tamaulipas | 1 | Tampico Madero                             |

### Equipos participantes
| Equipo                           | Sede                                    | Estadio                |
| -------------------------------- | --------------------------------------- | ---------------------- |
| América (AME)                    | Ciudad de México                        | Azteca                 |
| Atlante (ATN)                    | Ciudad de México                        | Azulgrana              |
| Atlas (ATS)                      | Guadalajara, Jalisco                    | Jalisco                |
| Atlético Morelia (AMO)           | Morelia, Michoacán                      | Venustiano Carranza    |
| Atlético Potosino (APO)          | San Luis Potosí, San Luis Potosí        | Plan de San Luis       |
| Cruz Azul (CAZ)                  | Ciudad de México                        | Azteca                 |
| Guadalajara (GDL)                | Guadalajara, Jalisco                    | Jalisco                |
| León (LEO)                       | León, Guanajuato                        | León                   |
| Monterrey (MTY)                  | Monterrey, Nuevo León                   | Tecnológico            |
| Necaxa (NEC)                     | Ciudad de México                        | Azteca                 |
| Neza (NEZ)                       | Ciudad Nezahualcóyotl, Estado de México | José López Portillo    |
| Oaxtepec (OAX)                   | Oaxtepec, Morelos                       | Olímpico IMSS Oaxtepec |
| Puebla (PUE)                     | Puebla, Puebla                          | Cuauhtémoc             |
| Tampico Madero (TAM)             | Tampico, Tamaulipas                     | Tamaulipas             |
| Tecos UAG (TEC)                  | Zapopan, Jalisco                        | Tres de Marzo          |
| Tigres UANL (TIG)                | Monterrey, Nuevo León                   | Universitario de N.L.  |
| Toluca (TOL)                     | Toluca, México                          | Toluca 70              |
| Unión de Curtidores (UDC)        | León, Guanajuato                        | La Martinica           |
| Universidad de Guadalajara (UDG) | Guadalajara, Jalisco                    | Jalisco                |
| UNAM (UNA)                       | Ciudad de México                        | Olímpico Universitario |

## Torneo regular
Los 20 equipos fueron divididos en 4 grupos de 5 miembros cada uno. Jugaron todos contra todos a visita recíproca; al final de las 38 jornadas de fase regular, los 2 primeros lugares de cada grupo clasificaron a la liguilla por el título. Mientras que el último lugar de la tabla general descendería a la Segunda División, salvo en el caso de que hubiera una diferencia de máximo tres puntos, respecto al penúltimo sitio, de ser así ambos deberían enfrentarse en una liguilla por el no descenso.

### Grupos

#### Grupo 1
| Pos. | Equipo            | Pts. | PJ | G  | E  | P  | GF | GC | Dif. | Clasificación                   |
| ---- | ----------------- | ---- | -- | -- | -- | -- | -- | -- | ---- | ------------------------------- |
| 1    | América (C)       | 51   | 38 | 18 | 15 | 5  | 54 | 30 | +24  | Cuartos de final de la liguilla |
| 2    | Monterrey         | 39   | 38 | 14 | 11 | 13 | 54 | 48 | +6   | Cuartos de final de la liguilla |
| 3    | Necaxa            | 32   | 38 | 10 | 12 | 16 | 60 | 73 | −13  |                                 |
| 4    | Atlas             | 32   | 38 | 9  | 14 | 15 | 53 | 74 | −21  |                                 |
| 5    | Atlético Potosino | 30   | 38 | 9  | 12 | 17 | 30 | 55 | −25  |                                 |

 Fuente: RSSSF

#### Grupo 2
| Pos. | Equipo           | Pts. | PJ | G  | E  | P  | GF | GC | Dif. | Clasificación                   |
| ---- | ---------------- | ---- | -- | -- | -- | -- | -- | -- | ---- | ------------------------------- |
| 1    | UNAM             | 48   | 38 | 17 | 14 | 7  | 65 | 40 | +25  | Cuartos de final de la liguilla |
| 2    | Tecos UAG        | 45   | 38 | 16 | 13 | 9  | 60 | 45 | +15  | Cuartos de final de la liguilla |
| 3    | Tampico Madero   | 41   | 38 | 16 | 9  | 13 | 64 | 61 | +3   |                                 |
| 4    | Atlético Morelia | 39   | 38 | 14 | 11 | 13 | 63 | 55 | +8   |                                 |
| 5    | Puebla           | 34   | 38 | 12 | 10 | 16 | 52 | 57 | −5   |                                 |

 Fuente: RSSSF

#### Grupo 3
| Pos. | Equipo                  | Pts. | PJ | G  | E  | P  | GF | GC | Dif. | Clasificación                   |
| ---- | ----------------------- | ---- | -- | -- | -- | -- | -- | -- | ---- | ------------------------------- |
| 1    | Atlante                 | 47   | 38 | 17 | 13 | 8  | 61 | 43 | +18  | Cuartos de final de la liguilla |
| 2    | Guadalajara             | 46   | 38 | 15 | 16 | 7  | 56 | 40 | +16  | Cuartos de final de la liguilla |
| 3    | Neza                    | 40   | 38 | 12 | 16 | 10 | 62 | 54 | +8   |                                 |
| 4    | Toluca                  | 38   | 38 | 14 | 10 | 14 | 57 | 56 | +1   |                                 |
| 5    | Unión de Curtidores (D) | 19   | 38 | 6  | 7  | 25 | 35 | 66 | −31  | Descenso de categoría           |

 Fuente: RSSSF

#### Grupo 4
| Pos. | Equipo    | Pts. | PJ | G  | E  | P  | GF | GC | Dif. | Clasificación                   |
| ---- | --------- | ---- | -- | -- | -- | -- | -- | -- | ---- | ------------------------------- |
| 1    | Cruz Azul | 41   | 38 | 14 | 13 | 11 | 47 | 38 | +9   | Cuartos de final de la liguilla |
| 2    | Tigres    | 40   | 38 | 14 | 12 | 12 | 55 | 58 | −3   | Cuartos de final de la liguilla |
| 3    | U de G    | 33   | 38 | 9  | 15 | 14 | 47 | 58 | −11  |                                 |
| 4    | Oaxtepec  | 33   | 38 | 12 | 9  | 17 | 45 | 62 | −17  |                                 |
| 5    | León      | 32   | 38 | 11 | 10 | 17 | 51 | 58 | −7   |                                 |

 Fuente: RSSSF

### Tabla General
| Pos. | Equipo                  | Pts. | PJ | G  | E  | P  | GF | GC | Dif. | Clasificación                   |
| ---- | ----------------------- | ---- | -- | -- | -- | -- | -- | -- | ---- | ------------------------------- |
| 1    | América (C)             | 51   | 38 | 18 | 15 | 5  | 54 | 30 | +24  | Cuartos de final de la liguilla |
| 2    | UNAM                    | 48   | 38 | 17 | 14 | 7  | 65 | 40 | +25  | Cuartos de final de la liguilla |
| 3    | Atlante                 | 47   | 38 | 17 | 13 | 8  | 61 | 43 | +18  | Cuartos de final de la liguilla |
| 4    | Guadalajara             | 46   | 38 | 15 | 16 | 7  | 56 | 40 | +16  | Cuartos de final de la liguilla |
| 5    | Tecos UAG               | 45   | 38 | 16 | 13 | 9  | 60 | 45 | +15  | Cuartos de final de la liguilla |
| 6    | Cruz Azul               | 41   | 38 | 14 | 13 | 11 | 47 | 38 | +9   | Cuartos de final de la liguilla |
| 7    | Tampico Madero          | 41   | 38 | 16 | 9  | 13 | 64 | 61 | +3   |                                 |
| 8    | Neza                    | 40   | 38 | 12 | 16 | 10 | 62 | 54 | +8   |                                 |
| 9    | Tigres                  | 40   | 38 | 14 | 12 | 12 | 55 | 58 | −3   | Cuartos de final de la liguilla |
| 10   | Atlético Morelia        | 39   | 38 | 14 | 11 | 13 | 63 | 55 | +8   |                                 |
| 11   | Monterrey               | 39   | 38 | 14 | 11 | 13 | 54 | 48 | +6   | Cuartos de final de la liguilla |
| 12   | Toluca                  | 38   | 38 | 14 | 10 | 14 | 57 | 56 | +1   |                                 |
| 13   | Puebla                  | 34   | 38 | 12 | 10 | 16 | 52 | 57 | −5   |                                 |
| 14   | U de G                  | 33   | 38 | 9  | 15 | 14 | 47 | 58 | −11  |                                 |
| 15   | Oaxtepec                | 33   | 38 | 12 | 9  | 17 | 45 | 62 | −17  |                                 |
| 16   | León                    | 32   | 38 | 11 | 10 | 17 | 51 | 58 | −7   |                                 |
| 17   | Necaxa                  | 32   | 38 | 10 | 12 | 16 | 60 | 73 | −13  |                                 |
| 18   | Atlas                   | 32   | 38 | 9  | 14 | 15 | 53 | 74 | −21  |                                 |
| 19   | Atlético Potosino       | 30   | 38 | 9  | 12 | 17 | 30 | 55 | −25  |                                 |
| 20   | Unión de Curtidores (D) | 19   | 38 | 6  | 7  | 25 | 35 | 66 | −31  | Descenso de categoría           |

 Fuente: RSSSF

## Resultados
| Local \ Visitante   | AME | ATT | ATS | APO | CAZ | GDL | LEO | MTY | MOR | NEC | NEZ | OAX | PUE | TAM | TOL | UDC | UAG | UNL | UDG | UNM |
| ------------------- | --- | --- | --- | --- | --- | --- | --- | --- | --- | --- | --- | --- | --- | --- | --- | --- | --- | --- | --- | --- |
| América             | —   | 1–1 | 3–1 | 4–0 | 1–1 | 1–1 | 1–1 | 0–0 | 1–0 | 2–1 | 0–0 | 3–1 | 0–1 | 2–0 | 3–2 | 2–0 | 1–0 | 1–1 | 1–1 | 1–2 |
| Atlante             | 2–1 | —   | 0–0 | 0–0 | 3–2 | 4–2 | 3–1 | 1–1 | 1–1 | 0–1 | 1–2 | 1–0 | 1–2 | 4–1 | 3–1 | 0–0 | 1–1 | 3–0 | 4–0 | 1–1 |
| Atlas               | 0–4 | 3–4 | —   | 3–2 | 2–0 | 3–5 | 2–2 | 2–2 | 2–2 | 3–3 | 1–1 | 1–0 | 3–2 | 2–0 | 1–0 | 1–1 | 1–1 | 1–0 | 0–1 | 0–2 |
| Atlético Potosino   | 0–0 | 1–0 | 2–2 | —   | 1–0 | 1–1 | 0–2 | 1–1 | 2–0 | 2–4 | 1–1 | 1–1 | 1–1 | 2–1 | 1–0 | 1–0 | 1–1 | 1–0 | 0–1 | 0–2 |
| Cruz Azul           | 0–2 | 1–1 | 5–0 | 2–0 | —   | 0–0 | 0–1 | 0–0 | 2–1 | 4–2 | 2–2 | 3–1 | 1–0 | 1–0 | 2–0 | 1–1 | 2–1 | 0–2 | 1–0 | 0–0 |
| Guadalajara         | 1–1 | 0–1 | 1–1 | 2–0 | 2–0 | —   | 2–1 | 2–0 | 1–0 | 1–1 | 3–2 | 0–1 | 2–3 | 1–1 | 3–0 | 2–1 | 1–1 | 4–1 | 2–1 | 1–1 |
| León                | 1–1 | 0–1 | 1–1 | 0–0 | 3–2 | 1–2 | —   | 4–2 | 3–2 | 3–2 | 1–3 | 2–0 | 1–0 | 3–3 | 0–1 | 4–1 | 3–0 | 1–2 | 4–1 | 0–1 |
| Monterrey           | 1–0 | 0–0 | 7–1 | 2–0 | 0–1 | 2–2 | 1–1 | —   | 2–1 | 2–1 | 1–0 | 0–0 | 2–0 | 1–0 | 3–2 | 5–1 | 3–1 | 0–1 | 3–2 | 1–3 |
| Morelia             | 0–0 | 3–1 | 2–1 | 3–2 | 1–3 | 1–1 | 4–2 | 2–0 | —   | 3–0 | 4–4 | 1–1 | 0–0 | 4–1 | 4–3 | 1–2 | 1–2 | 2–1 | 1–2 | 0–0 |
| Necaxa              | 2–3 | 2–2 | 0–2 | 2–1 | 0–2 | 0–0 | 3–2 | 1–1 | 4–3 | —   | 2–2 | 2–3 | 0–1 | 2–0 | 2–0 | 1–1 | 3–2 | 1–1 | 2–1 | 1–3 |
| Neza                | 1–3 | 1–1 | 4–1 | 1–2 | 1–1 | 0–1 | 0–0 | 3–1 | 2–1 | 1–2 | —   | 2–3 | 4–1 | 2–1 | 2–0 | 5–2 | 4–3 | 1–1 | 1–1 | 3–1 |
| Oaxtepec            | 1–2 | 0–1 | 3–2 | 3–0 | 0–0 | 1–4 | 2–1 | 2–2 | 1–1 | 2–0 | 1–1 | —   | 2–0 | 1–0 | 4–3 | 1–4 | 1–3 | 2–0 | 1–0 | 0–2 |
| Puebla              | 0–1 | 1–1 | 1–0 | 4–2 | 3–2 | 1–1 | 0–0 | 5–3 | 1–0 | 4–1 | 1–2 | 3–1 | —   | 3–3 | 2–0 | 1–2 | 1–1 | 2–2 | 1–1 | 2–2 |
| Tampico Madero      | 2–2 | 2–1 | 4–3 | 2–1 | 2–2 | 0–0 | 4–1 | 2–1 | 2–0 | 2–3 | 1–0 | 3–1 | 1–0 | —   | 5–2 | 2–0 | 3–1 | 3–1 | 2–0 | 2–1 |
| Toluca              | 2–0 | 0–1 | 0–0 | 5–0 | 2–1 | 3–2 | 1–0 | 1–0 | 0–3 | 3–1 | 3–1 | 2–2 | 3–0 | 0–1 | —   | 2–1 | 3–1 | 3–2 | 3–3 | 1–4 |
| Unión de Curtidores | 0–1 | 3–1 | 1–0 | 2–0 | 0–2 | 0–0 | 0–3 | 1–2 | 1–1 | 2–2 | 0–0 | 0–0 | 1–0 | 1–1 | 0–1 | —   | 0–0 | 1–2 | 4–1 | 1–4 |
| Tecos UAG           | 0–1 | 6–1 | 1–1 | 2–0 | 0–0 | 2–0 | 0–0 | 1–0 | 2–2 | 3–3 | 0–0 | 3–1 | 2–1 | 4–0 | 2–1 | 2–1 | —   | 1–0 | 0–2 | 2–2 |
| Tigres UANL         | 2–2 | 1–3 | 2–0 | 2–0 | 3–1 | 2–1 | 2–1 | 0–2 | 1–3 | 1–0 | 2–2 | 2–1 | 2–1 | 4–4 | 1–0 | 1–1 | 1–1 | —   | 0–0 | 4–3 |
| U. de G.            | 1–1 | 0–5 | 3–4 | 1–1 | 0–0 | 1–1 | 3–0 | 1–0 | 2–3 | 2–2 | 1–1 | 3–0 | 4–2 | 4–3 | 1–0 | 1–1 | 1–0 | 2–2 | —   | 1–1 |
| UNAM                | 2–1 | 1–2 | 2–2 | 1–0 | 0–0 | 0–1 | 2–0 | 2–0 | 1–2 | 1–1 | 1–2 | 4–0 | 2–1 | 0–0 | 3–1 | 1–4 | 4–1 | 3–3 | 0–0 | —   |

## Máximos goleadores
| Nombre              | Club        | Goles |
| ------------------- | ----------- | ----- |
| Norberto Outes      | Necaxa      | 28    |
| Ricardo Ferretti    | UNAM        | 27    |
| José Aceves         | Atlas       | 21    |
| Hugo Kiese          | Tecos       | 21    |
| Cabinho             | León        | 18    |
| Horacio Rocha       | Morelia     | 17    |
| Agustín Manzo       | Toluca      | 16    |
| Eduardo Cisneros    | Guadalajara | 16    |
| Carlos Perucci      | Cruz Azul   | 15    |
| Luis Flores         | UNAM        | 13    |
| Gustavo Echaniz     | América     | 13    |
| Miguel Ángel Torres | Monterrey   | 13    |
| Edmur Lucas         | Tecos       | 12    |
| Antonio Piña        | Tigres UANL | 12    |
| Reynaldo Güeldini   | Monterrey   | 12    |

## Liguilla
|  | Cuartos de final                                               | Cuartos de final                                               | Cuartos de final                                               | Cuartos de final                                               | Cuartos de final                                               |   |       | Semifinales                                                   | Semifinales                                                   | Semifinales                                                   | Semifinales                                                   | Semifinales                                                   |  |   | Final                                                 | Final                                                 | Final                                                 | Final                                                 | Final                                                 |  |
|  | 23 y 24 de mayo de 1984 (ida) 26 y 27 de mayo de 1984 (vuelta) | 23 y 24 de mayo de 1984 (ida) 26 y 27 de mayo de 1984 (vuelta) | 23 y 24 de mayo de 1984 (ida) 26 y 27 de mayo de 1984 (vuelta) | 23 y 24 de mayo de 1984 (ida) 26 y 27 de mayo de 1984 (vuelta) | 23 y 24 de mayo de 1984 (ida) 26 y 27 de mayo de 1984 (vuelta) |   |       | 30 y 31 de mayo de 1984 (ida) 2 y 3 de junio de 1984 (vuelta) | 30 y 31 de mayo de 1984 (ida) 2 y 3 de junio de 1984 (vuelta) | 30 y 31 de mayo de 1984 (ida) 2 y 3 de junio de 1984 (vuelta) | 30 y 31 de mayo de 1984 (ida) 2 y 3 de junio de 1984 (vuelta) | 30 y 31 de mayo de 1984 (ida) 2 y 3 de junio de 1984 (vuelta) |  |   | 7 de junio de 1984 (ida) 10 de junio de 1984 (vuelta) | 7 de junio de 1984 (ida) 10 de junio de 1984 (vuelta) | 7 de junio de 1984 (ida) 10 de junio de 1984 (vuelta) | 7 de junio de 1984 (ida) 10 de junio de 1984 (vuelta) | 7 de junio de 1984 (ida) 10 de junio de 1984 (vuelta) |  |
|  |                                                                |                                                                |                                                                |                                                                |                                                                |   |       |                                                               |                                                               |                                                               |                                                               |                                                               |  |   |                                                       |                                                       |                                                       |                                                       |                                                       |  |
|  |                                                                |                                                                |                                                                |                                                                |                                                                |   |       |                                                               |                                                               |                                                               |                                                               |                                                               |  |   |                                                       |                                                       |                                                       |                                                       |                                                       |  |
|  | 1                                                              | América                                                        | 1                                                              | 1                                                              | 2                                                              |   |       |                                                               |                                                               |                                                               |                                                               |                                                               |  |   |                                                       |                                                       |                                                       |                                                       |                                                       |  |
|  | 1                                                              | América                                                        | 1                                                              | 1                                                              | 2                                                              |   |       |                                                               |                                                               |                                                               |                                                               |                                                               |  |   |                                                       |                                                       |                                                       |                                                       |                                                       |  |
|  | 11                                                             | Monterrey                                                      | 1                                                              | 0                                                              | 1                                                              |   |       |                                                               |                                                               |                                                               |                                                               |                                                               |  |   |                                                       |                                                       |                                                       |                                                       |                                                       |  |
|  | 11                                                             | Monterrey                                                      | 1                                                              | 0                                                              | 1                                                              |   | 1     | América                                                       | 2                                                             | 0                                                             | 2                                                             |                                                               |  |   |                                                       |                                                       |                                                       |                                                       |                                                       |  |
|  |                                                                |                                                                |                                                                |                                                                |                                                                |   | 1     | América                                                       | 2                                                             | 0                                                             | 2                                                             |                                                               |  |   |                                                       |                                                       |                                                       |                                                       |                                                       |  |
|  |                                                                |                                                                | 6                                                              | Cruz Azul                                                      | 0                                                              | 0 | 0     |                                                               |                                                               |                                                               |                                                               |                                                               |  |   |                                                       |                                                       |                                                       |                                                       |                                                       |  |
|  | 3                                                              | Atlante                                                        | 6                                                              | Cruz Azul                                                      | 0                                                              | 0 | 0     | 2                                                             | 1                                                             | 3 (2)                                                         |                                                               |                                                               |  |   |                                                       |                                                       |                                                       |                                                       |                                                       |  |
|  | 3                                                              | Atlante                                                        |                                                                |                                                                |                                                                |   |       |                                                               |                                                               | 3 (2)                                                         |                                                               |                                                               |  |   |                                                       |                                                       |                                                       |                                                       |                                                       |  |
|  | 6                                                              | Cruz Azul (p.)                                                 | 1                                                              | 2                                                              | 3 (4)                                                          |   |       |                                                               |                                                               |                                                               |                                                               |                                                               |  |   |                                                       |                                                       |                                                       |                                                       |                                                       |  |
|  | 6                                                              | Cruz Azul (p.)                                                 | 1                                                              | 2                                                              | 3 (4)                                                          |   |       |                                                               |                                                               |                                                               |                                                               |                                                               |  | 1 | América                                               | 2                                                     | 3                                                     | 5                                                     |                                                       |  |
|  |                                                                |                                                                |                                                                |                                                                |                                                                |   |       |                                                               |                                                               |                                                               |                                                               |                                                               |  | 1 | América                                               | 2                                                     | 3                                                     | 5                                                     |                                                       |  |
|  |                                                                |                                                                | 4                                                              | Guadalajara                                                    | 2                                                              | 1 | 3     |                                                               |                                                               |                                                               |                                                               |                                                               |  |   |                                                       |                                                       |                                                       |                                                       |                                                       |  |
|  | 2                                                              | UNAM                                                           | 4                                                              | Guadalajara                                                    | 2                                                              | 1 | 3     | 0                                                             | 3                                                             | 3                                                             |                                                               |                                                               |  |   |                                                       |                                                       |                                                       |                                                       |                                                       |  |
|  | 2                                                              | UNAM                                                           |                                                                |                                                                |                                                                |   |       |                                                               |                                                               | 3                                                             |                                                               |                                                               |  |   |                                                       |                                                       |                                                       |                                                       |                                                       |  |
|  | 9                                                              | Tigres                                                         | 1                                                              | 0                                                              | 1                                                              |   |       |                                                               |                                                               |                                                               |                                                               |                                                               |  |   |                                                       |                                                       |                                                       |                                                       |                                                       |  |
|  | 9                                                              | Tigres                                                         | 1                                                              | 0                                                              | 1                                                              |   | 2     | UNAM                                                          | 1                                                             | 2                                                             | 3 (3)                                                         |                                                               |  |   |                                                       |                                                       |                                                       |                                                       |                                                       |  |
|  |                                                                |                                                                |                                                                |                                                                |                                                                |   | 2     | UNAM                                                          | 1                                                             | 2                                                             | 3 (3)                                                         |                                                               |  |   |                                                       |                                                       |                                                       |                                                       |                                                       |  |
|  |                                                                |                                                                | 4                                                              | Guadalajara (p.)                                               | 2                                                              | 1 | 3 (5) |                                                               |                                                               |                                                               |                                                               |                                                               |  |   |                                                       |                                                       |                                                       |                                                       |                                                       |  |
|  | 4                                                              | Guadalajara (p.)                                               | 4                                                              | Guadalajara (p.)                                               | 2                                                              | 1 | 3 (5) | 0                                                             | 1                                                             | 1 (9)                                                         |                                                               |                                                               |  |   |                                                       |                                                       |                                                       |                                                       |                                                       |  |
|  | 4                                                              | Guadalajara (p.)                                               |                                                                |                                                                |                                                                |   |       |                                                               |                                                               | 1 (9)                                                         |                                                               |                                                               |  |   |                                                       |                                                       |                                                       |                                                       |                                                       |  |
|  | 5                                                              | Tecos UAG                                                      | 1                                                              | 0                                                              | 1 (8)                                                          |   |       |                                                               |                                                               |                                                               |                                                               |                                                               |  |   |                                                       |                                                       |                                                       |                                                       |                                                       |  |
|  | 5                                                              | Tecos UAG                                                      | 1                                                              | 0                                                              | 1 (8)                                                          |   |       |                                                               |                                                               |                                                               |                                                               |                                                               |  |   |                                                       |                                                       |                                                       |                                                       |                                                       |  |
|  |                                                                |                                                                |                                                                |                                                                |                                                                |   |       |                                                               |                                                               |                                                               |                                                               |                                                               |  |   |                                                       |                                                       |                                                       |                                                       |                                                       |  |

### Cuartos de final
| 23 de mayo de 1984 | Tigres de la UANL | 1:0 (1:0) | UNAM | Estadio Universitario, Monterrey |                                  |
|                    | Muñoz 15'         |           |      | Árbitro(s): Jorge Alberto Leanza | Árbitro(s): Jorge Alberto Leanza |

| 26 de mayo de 1984 | UNAM                                | 3:0 (0:0) | Tigres de la UANL | Estadio Olímpico Universitario, Ciudad de México |                                    |
|                    | Flores 46' · Peña 52' · Negrete 75' |           |                   | Árbitro(s): Edgardo Codesal Méndez               | Árbitro(s): Edgardo Codesal Méndez |

| 23 de mayo de 1984 | Cruz Azul   | 1:2 (0:0) | Atlante                            | Estadio Azteca, Ciudad de México |                           |
|                    | Perucci 90' |           | Hernández 70' · Toribio 75' (a.g.) | Árbitro(s): Jorge Narváez        | Árbitro(s): Jorge Narváez |

| 26 de mayo de 1984 | Atlante                         | 1:2 (0:0, 0:1) (2:4 p.)    | Cruz Azul                                    | Estadio Azulgrana, Ciudad de México |                                     |
|                    | Hernández 93'                   |                            | Perucci 66' · Torres 104'                    | Árbitro(s): Enrique Mendoza Guillén | Árbitro(s): Enrique Mendoza Guillén |
|                    |                                 | Tiros desde el punto penal |                                              |                                     |                                     |
|                    | Ruiz · Castro · Ayala · Vázquez |                            | Perucci · Vargas · Romero · Camacho · Flores |                                     |                                     |

| 23 de mayo de 1984 | Tecos de la UAG | 1:0 (0:0) | Guadalajara | Estadio Tres de Marzo, Guadalajara |                                    |
|                    | Luna 80'        |           |             | Árbitro(s): Marco Antonio Dorantes | Árbitro(s): Marco Antonio Dorantes |

| 26 de mayo de 1984 | Guadalajara                                                                                                 | 1:0 (0:0, 1:0) (9:8 p.)    | Tecos de la UAG                                                                                         | Estadio Jalisco, Guadalajara |                           |
|                    | Madero 77'                                                                                                  |                            | | Árbitro(s): Joaquín Urrea    | Árbitro(s): Joaquín Urrea |
|                    | | Tiros desde el punto penal | |                              |                           |
|                    | Cisneros · Quirarte · Cárdenas · Pérez · E. de la Torre · Guerrero · N. de la Torre · Rizo · Lugo · Ledesma |                            | Chávez · Lozano · Alzamendi · Hernández · Mendizábal · Martínez · Figueroa · Rodríguez · Jorge · García |                              |                           |

| 24 de mayo de 1984 | Monterrey | 1:1 (1:0) | América   | Estadio Tecnológico, Monterrey |                           |
|                    | Cruz 21'  |           | Bacas 48' | Árbitro(s): Jesús Mercado      | Árbitro(s): Jesús Mercado |

| 27 de mayo de 1984 | América   | 1:0 (0:0) | Monterrey | Estadio Azteca, Ciudad de México    |                                     |
|                    | Bacas 57' |           |           | Árbitro(s): Antonio Márquez Ramírez | Árbitro(s): Antonio Márquez Ramírez |

### Semifinales
| 30 de mayo de 1984 | Guadalajara                    | 2:1 (1:1) | UNAM       | Estadio Jalisco, Guadalajara        |                                     |
|                    | Pérez 23' · E. de la Torre 52' |           | Flores 26' | Árbitro(s): Antonio Márquez Ramírez | Árbitro(s): Antonio Márquez Ramírez |

| 2 de junio de 1984 | UNAM                               | 2:1 (1:0, 2:1) (3:5 p.)    | Guadalajara                                   | Estadio Olímpico Universitario, Ciudad de México |                                  |
|                    | Ferretti 36' · Negrete 58'         |                            | Cisneros 60'                                  | Árbitro(s): Arturo Brizio Carter                 | Árbitro(s): Arturo Brizio Carter |
|                    |                                    | Tiros desde el punto penal |                                               |                                                  |                                  |
|                    | Ferretti · Cruz · Castro · Negrete |                            | Gómez · Madero · Quirarte · Rangel · Cisneros |                                                  |                                  |

| 31 de mayo de 1984 | Cruz Azul | 0:2 (0:1) | América                  | Estadio Azteca, Ciudad de México |                           |
|                    |           |           | Luna 7' · Brailovsky 48' | Árbitro(s): Jesús Mercado        | Árbitro(s): Jesús Mercado |

| 3 de junio de 1984 | América | 0:0 | Cruz Azul | Estadio Azteca, Ciudad de México    |  |
|                    |         |     |           | Árbitro(s): Enrique Mendoza Guillén |  |

### Final de ida
| 19    | POR   | Celestino Morales   |     |
| 2     | DEF   | Sergio Lugo         |     |
| 3     | DEF   | Fernando Quirarte   |     |
| 4     | DEF   | Demetrio Madero     |     |
| 5     | DEF   | José Gutiérrez      |     |
| 8     | DEF   | Javier Cárdenas     |     |
| 6     | MED   | Roberto Gómez Junco | 72' |
| 7     | MED   | Samuel Rivas        | 72' |
| 10    | DEL   | Eduardo Cisneros    |     |
| 17    | DEL   | Eduardo de la Torre |     |
| 11    | DEL   | Ricardo Pérez       |     |
| D. T. | D. T. | Alberto Guerra      |     |

| 1     | POR   | Héctor Miguel Zelada |     |
| 2     | DEF   | Vinicio Bravo        |     |
| 3     | DEF   | Armando Manzo        |     |
| 4     | DEF   | Alfredo Tena         |     |
| 5     | DEF   | Mario Trejo          |     |
| 22    | MED   | Carlos de los Cobos  |     |
| 23    | MED   | Daniel Brailovsky    |     |
| 11    | MED   | Cristóbal Ortega     |     |
| 13    | MED   | Javier Aguirre       |     |
| 9     | DEL   | Gustavo Echaniz      |     |
| 27    | DEL   | Carlos Hermosillo    | 74' |
| D. T. | D. T. | Carlos Reinoso       |     |

| 18 | Defensa        | Alejandro Guerrero | 72' |
| 25 | Centrocampista | Néstor de la Torre | 72' |

| 6 | Centrocampista | Juan Antonio Luna | 74' |

| 79' · 82' | Eduardo de la Torre Néstor de la Torre | 1:2 2:2 |

| 9' · 62' | Carlos Hermosillo Mario Trejo | 0:1 0:2 |

| 28' | José Gutiérrez |

| 25' · 27' · 39' · 90' | Alfredo Tena Javier Aguirre Carlos de los Cobos Juan Antonio Luna |

| 69' | Carlos de los Cobos |

| Principal  | Jorge Narváez        |
| Asistentes | Marcel Pérez Guevara |
|            | José Antonio Garza   |

|  |                   |    |    |
|  | Tiros             | 20 | 17 |
|  | Tiros a puerta    | 10 | 10 |
|  | Faltas            | 16 | 20 |
|  | Saques de esquina | 14 | 5  |
|  | Fueras de juego   | 3  | 1  |

| 19    | POR   | Celestino Morales   |     |
| 2     | DEF   | Sergio Lugo         |     |
| 3     | DEF   | Fernando Quirarte   |     |
| 4     | DEF   | Demetrio Madero     |     |
| 5     | DEF   | José Gutiérrez      |     |
| 8     | DEF   | Javier Cárdenas     |     |
| 6     | MED   | Roberto Gómez Junco | 72' |
| 7     | MED   | Samuel Rivas        | 72' |
| 10    | DEL   | Eduardo Cisneros    |     |
| 17    | DEL   | Eduardo de la Torre |     |
| 11    | DEL   | Ricardo Pérez       |     |
| D. T. | D. T. | Alberto Guerra      |     |

| 1     | POR   | Héctor Miguel Zelada |     |
| 2     | DEF   | Vinicio Bravo        |     |
| 3     | DEF   | Armando Manzo        |     |
| 4     | DEF   | Alfredo Tena         |     |
| 5     | DEF   | Mario Trejo          |     |
| 22    | MED   | Carlos de los Cobos  |     |
| 23    | MED   | Daniel Brailovsky    |     |
| 11    | MED   | Cristóbal Ortega     |     |
| 13    | MED   | Javier Aguirre       |     |
| 9     | DEL   | Gustavo Echaniz      |     |
| 27    | DEL   | Carlos Hermosillo    | 74' |
| D. T. | D. T. | Carlos Reinoso       |     |

| 18 | Defensa        | Alejandro Guerrero | 72' |
| 25 | Centrocampista | Néstor de la Torre | 72' |

| 6 | Centrocampista | Juan Antonio Luna | 74' |

| 79' · 82' | Eduardo de la Torre Néstor de la Torre | 1:2 2:2 |

| 9' · 62' | Carlos Hermosillo Mario Trejo | 0:1 0:2 |

| 28' | José Gutiérrez |

| 25' · 27' · 39' · 90' | Alfredo Tena Javier Aguirre Carlos de los Cobos Juan Antonio Luna |

| 69' | Carlos de los Cobos |

| Principal  | Jorge Narváez        |
| Asistentes | Marcel Pérez Guevara |
|            | José Antonio Garza   |

|  |                   |    |    |
|  | Tiros             | 20 | 17 |
|  | Tiros a puerta    | 10 | 10 |
|  | Faltas            | 16 | 20 |
|  | Saques de esquina | 14 | 5  |
|  | Fueras de juego   | 3  | 1  |

| 19    | POR   | Celestino Morales   |     |
| 2     | DEF   | Sergio Lugo         |     |
| 3     | DEF   | Fernando Quirarte   |     |
| 4     | DEF   | Demetrio Madero     |     |
| 5     | DEF   | José Gutiérrez      |     |
| 8     | DEF   | Javier Cárdenas     |     |
| 6     | MED   | Roberto Gómez Junco | 72' |
| 7     | MED   | Samuel Rivas        | 72' |
| 10    | DEL   | Eduardo Cisneros    |     |
| 17    | DEL   | Eduardo de la Torre |     |
| 11    | DEL   | Ricardo Pérez       |     |
| D. T. | D. T. | Alberto Guerra      |     |

| 1     | POR   | Héctor Miguel Zelada |     |
| 2     | DEF   | Vinicio Bravo        |     |
| 3     | DEF   | Armando Manzo        |     |
| 4     | DEF   | Alfredo Tena         |     |
| 5     | DEF   | Mario Trejo          |     |
| 22    | MED   | Carlos de los Cobos  |     |
| 23    | MED   | Daniel Brailovsky    |     |
| 11    | MED   | Cristóbal Ortega     |     |
| 13    | MED   | Javier Aguirre       |     |
| 9     | DEL   | Gustavo Echaniz      |     |
| 27    | DEL   | Carlos Hermosillo    | 74' |
| D. T. | D. T. | Carlos Reinoso       |     |

| 18 | Defensa        | Alejandro Guerrero | 72' |
| 25 | Centrocampista | Néstor de la Torre | 72' |

| 6 | Centrocampista | Juan Antonio Luna | 74' |

| 79' · 82' | Eduardo de la Torre Néstor de la Torre | 1:2 2:2 |

| 9' · 62' | Carlos Hermosillo Mario Trejo | 0:1 0:2 |

| 28' | José Gutiérrez |

| 25' · 27' · 39' · 90' | Alfredo Tena Javier Aguirre Carlos de los Cobos Juan Antonio Luna |

| 69' | Carlos de los Cobos |

| Principal  | Jorge Narváez        |
| Asistentes | Marcel Pérez Guevara |
|            | José Antonio Garza   |

|  |                   |    |    |
|  | Tiros             | 20 | 17 |
|  | Tiros a puerta    | 10 | 10 |
|  | Faltas            | 16 | 20 |
|  | Saques de esquina | 14 | 5  |
|  | Fueras de juego   | 3  | 1  |

| 19    | POR   | Celestino Morales   |     |
| 2     | DEF   | Sergio Lugo         |     |
| 3     | DEF   | Fernando Quirarte   |     |
| 4     | DEF   | Demetrio Madero     |     |
| 5     | DEF   | José Gutiérrez      |     |
| 8     | DEF   | Javier Cárdenas     |     |
| 6     | MED   | Roberto Gómez Junco | 72' |
| 7     | MED   | Samuel Rivas        | 72' |
| 10    | DEL   | Eduardo Cisneros    |     |
| 17    | DEL   | Eduardo de la Torre |     |
| 11    | DEL   | Ricardo Pérez       |     |
| D. T. | D. T. | Alberto Guerra      |     |

| 1     | POR   | Héctor Miguel Zelada |     |
| 2     | DEF   | Vinicio Bravo        |     |
| 3     | DEF   | Armando Manzo        |     |
| 4     | DEF   | Alfredo Tena         |     |
| 5     | DEF   | Mario Trejo          |     |
| 22    | MED   | Carlos de los Cobos  |     |
| 23    | MED   | Daniel Brailovsky    |     |
| 11    | MED   | Cristóbal Ortega     |     |
| 13    | MED   | Javier Aguirre       |     |
| 9     | DEL   | Gustavo Echaniz      |     |
| 27    | DEL   | Carlos Hermosillo    | 74' |
| D. T. | D. T. | Carlos Reinoso       |     |

| 18 | Defensa        | Alejandro Guerrero | 72' |
| 25 | Centrocampista | Néstor de la Torre | 72' |

| 6 | Centrocampista | Juan Antonio Luna | 74' |

| 79' · 82' | Eduardo de la Torre Néstor de la Torre | 1:2 2:2 |

| 9' · 62' | Carlos Hermosillo Mario Trejo | 0:1 0:2 |

| 28' | José Gutiérrez |

| 25' · 27' · 39' · 90' | Alfredo Tena Javier Aguirre Carlos de los Cobos Juan Antonio Luna |

| 69' | Carlos de los Cobos |

| Principal  | Jorge Narváez        |
| Asistentes | Marcel Pérez Guevara |
|            | José Antonio Garza   |

|  |                   |    |    |
|  | Tiros             | 20 | 17 |
|  | Tiros a puerta    | 10 | 10 |
|  | Faltas            | 16 | 20 |
|  | Saques de esquina | 14 | 5  |
|  | Fueras de juego   | 3  | 1  |

### Final de vuelta
| 1     | POR   | Héctor Miguel Zelada |     |
| 2     | DEF   | Vinicio Bravo        |     |
| 4     | DEF   | Alfredo Tena         |     |
| 3     | DEF   | Armando Manzo        |     |
| 5     | DEF   | Mario Trejo          |     |
| 11    | MED   | Cristóbal Ortega     |     |
| 22    | MED   | Carlos de los Cobos  |     |
| 23    | MED   | Daniel Brailovsky    |     |
| 13    | DEL   | Javier Aguirre       |     |
| 27    | DEL   | Carlos Hermosillo    | 60' |
| 9     | DEL   | Gustavo Echaniz      | 46' |
| D. T. | D. T. | Carlos Reinoso       |     |

| 19    | POR   | Celestino Morales   |     |
| 2     | DEF   | Sergio Lugo         |     |
| 4     | DEF   | Demetrio Madero     |     |
| 3     | DEF   | Fernando Quirarte   |     |
| 20    | DEF   | Carlos Rizo         |     |
| 6     | MED   | Roberto Gómez Junco |     |
| 8     | MED   | Javier Cárdenas     |     |
| 10    | MED   | Eduardo Cisneros    | 57' |
| 11    | DEL   | Ricardo Pérez       |     |
| 17    | DEL   | Eduardo de la Torre |     |
| 7     | DEL   | Samuel Rivas        | 57' |
| D. T. | D. T. | Alberto Guerra      |     |

| 10 | Centrocampista | Eduardo Bacas     | 46' |
| 6  | Centrocampista | Juan Antonio Luna | 60' |

| 25 | Delantero | Néstor de la Torre | 57' |
| 18 | Defensa   | Alejandro Guerrero | 57' |

| 56' · 65' · 90' | Eduardo Bacas Alfredo Tena Javier Aguirre | 1:0 2:0 3:1 |

| 82' (pen.) | Fernando Quirarte | 2:1 |

| 14' · 76' · 79' · 81' | Armando Manzo Mario Trejo Héctor Miguel Zelada Alfredo Tena |

| 23' · 25' | Demetrio Madero Sergio Lugo |

| 26' | Armando Manzo |

| Principal  | Antonio Márquez Ramírez |
| Asistentes | Enrique Mendoza Guillén |
|            | Edgardo Codesal Méndez  |

|                   |    |    |
| Tiros             | 7  | 14 |
| Tiros a puerta    | 4  | 7  |
| Faltas            | 12 | 24 |
| Saques de esquina | 6  | 4  |
| Penaltis          | 0  | 2  |
| Fueras de juego   | 0  | 4  |

| Alineación inicial |

| 1     | POR   | Héctor Miguel Zelada |     |
| 2     | DEF   | Vinicio Bravo        |     |
| 4     | DEF   | Alfredo Tena         |     |
| 3     | DEF   | Armando Manzo        |     |
| 5     | DEF   | Mario Trejo          |     |
| 11    | MED   | Cristóbal Ortega     |     |
| 22    | MED   | Carlos de los Cobos  |     |
| 23    | MED   | Daniel Brailovsky    |     |
| 13    | DEL   | Javier Aguirre       |     |
| 27    | DEL   | Carlos Hermosillo    | 60' |
| 9     | DEL   | Gustavo Echaniz      | 46' |
| D. T. | D. T. | Carlos Reinoso       |     |

| 19    | POR   | Celestino Morales   |     |
| 2     | DEF   | Sergio Lugo         |     |
| 4     | DEF   | Demetrio Madero     |     |
| 3     | DEF   | Fernando Quirarte   |     |
| 20    | DEF   | Carlos Rizo         |     |
| 6     | MED   | Roberto Gómez Junco |     |
| 8     | MED   | Javier Cárdenas     |     |
| 10    | MED   | Eduardo Cisneros    | 57' |
| 11    | DEL   | Ricardo Pérez       |     |
| 17    | DEL   | Eduardo de la Torre |     |
| 7     | DEL   | Samuel Rivas        | 57' |
| D. T. | D. T. | Alberto Guerra      |     |

| 10 | Centrocampista | Eduardo Bacas     | 46' |
| 6  | Centrocampista | Juan Antonio Luna | 60' |

| 25 | Delantero | Néstor de la Torre | 57' |
| 18 | Defensa   | Alejandro Guerrero | 57' |

| 56' · 65' · 90' | Eduardo Bacas Alfredo Tena Javier Aguirre | 1:0 2:0 3:1 |

| 82' (pen.) | Fernando Quirarte | 2:1 |

| 14' · 76' · 79' · 81' | Armando Manzo Mario Trejo Héctor Miguel Zelada Alfredo Tena |

| 23' · 25' | Demetrio Madero Sergio Lugo |

| 26' | Armando Manzo |

| Principal  | Antonio Márquez Ramírez |
| Asistentes | Enrique Mendoza Guillén |
|            | Edgardo Codesal Méndez  |

|                   |    |    |
| Tiros             | 7  | 14 |
| Tiros a puerta    | 4  | 7  |
| Faltas            | 12 | 24 |
| Saques de esquina | 6  | 4  |
| Penaltis          | 0  | 2  |
| Fueras de juego   | 0  | 4  |

| Alineación inicial |

| 1     | POR   | Héctor Miguel Zelada |     |
| 2     | DEF   | Vinicio Bravo        |     |
| 4     | DEF   | Alfredo Tena         |     |
| 3     | DEF   | Armando Manzo        |     |
| 5     | DEF   | Mario Trejo          |     |
| 11    | MED   | Cristóbal Ortega     |     |
| 22    | MED   | Carlos de los Cobos  |     |
| 23    | MED   | Daniel Brailovsky    |     |
| 13    | DEL   | Javier Aguirre       |     |
| 27    | DEL   | Carlos Hermosillo    | 60' |
| 9     | DEL   | Gustavo Echaniz      | 46' |
| D. T. | D. T. | Carlos Reinoso       |     |

| 19    | POR   | Celestino Morales   |     |
| 2     | DEF   | Sergio Lugo         |     |
| 4     | DEF   | Demetrio Madero     |     |
| 3     | DEF   | Fernando Quirarte   |     |
| 20    | DEF   | Carlos Rizo         |     |
| 6     | MED   | Roberto Gómez Junco |     |
| 8     | MED   | Javier Cárdenas     |     |
| 10    | MED   | Eduardo Cisneros    | 57' |
| 11    | DEL   | Ricardo Pérez       |     |
| 17    | DEL   | Eduardo de la Torre |     |
| 7     | DEL   | Samuel Rivas        | 57' |
| D. T. | D. T. | Alberto Guerra      |     |

| 10 | Centrocampista | Eduardo Bacas     | 46' |
| 6  | Centrocampista | Juan Antonio Luna | 60' |

| 25 | Delantero | Néstor de la Torre | 57' |
| 18 | Defensa   | Alejandro Guerrero | 57' |

| 56' · 65' · 90' | Eduardo Bacas Alfredo Tena Javier Aguirre | 1:0 2:0 3:1 |

| 82' (pen.) | Fernando Quirarte | 2:1 |

| 14' · 76' · 79' · 81' | Armando Manzo Mario Trejo Héctor Miguel Zelada Alfredo Tena |

| 23' · 25' | Demetrio Madero Sergio Lugo |

| 26' | Armando Manzo |

| Principal  | Antonio Márquez Ramírez |
| Asistentes | Enrique Mendoza Guillén |
|            | Edgardo Codesal Méndez  |

|                   |    |    |
| Tiros             | 7  | 14 |
| Tiros a puerta    | 4  | 7  |
| Faltas            | 12 | 24 |
| Saques de esquina | 6  | 4  |
| Penaltis          | 0  | 2  |
| Fueras de juego   | 0  | 4  |

| Alineación inicial |

| 1     | POR   | Héctor Miguel Zelada |     |
| 2     | DEF   | Vinicio Bravo        |     |
| 4     | DEF   | Alfredo Tena         |     |
| 3     | DEF   | Armando Manzo        |     |
| 5     | DEF   | Mario Trejo          |     |
| 11    | MED   | Cristóbal Ortega     |     |
| 22    | MED   | Carlos de los Cobos  |     |
| 23    | MED   | Daniel Brailovsky    |     |
| 13    | DEL   | Javier Aguirre       |     |
| 27    | DEL   | Carlos Hermosillo    | 60' |
| 9     | DEL   | Gustavo Echaniz      | 46' |
| D. T. | D. T. | Carlos Reinoso       |     |

| 19    | POR   | Celestino Morales   |     |
| 2     | DEF   | Sergio Lugo         |     |
| 4     | DEF   | Demetrio Madero     |     |
| 3     | DEF   | Fernando Quirarte   |     |
| 20    | DEF   | Carlos Rizo         |     |
| 6     | MED   | Roberto Gómez Junco |     |
| 8     | MED   | Javier Cárdenas     |     |
| 10    | MED   | Eduardo Cisneros    | 57' |
| 11    | DEL   | Ricardo Pérez       |     |
| 17    | DEL   | Eduardo de la Torre |     |
| 7     | DEL   | Samuel Rivas        | 57' |
| D. T. | D. T. | Alberto Guerra      |     |

| 10 | Centrocampista | Eduardo Bacas     | 46' |
| 6  | Centrocampista | Juan Antonio Luna | 60' |

| 25 | Delantero | Néstor de la Torre | 57' |
| 18 | Defensa   | Alejandro Guerrero | 57' |

| 56' · 65' · 90' | Eduardo Bacas Alfredo Tena Javier Aguirre | 1:0 2:0 3:1 |

| 82' (pen.) | Fernando Quirarte | 2:1 |

| 14' · 76' · 79' · 81' | Armando Manzo Mario Trejo Héctor Miguel Zelada Alfredo Tena |

| 23' · 25' | Demetrio Madero Sergio Lugo |

| 26' | Armando Manzo |

| Principal  | Antonio Márquez Ramírez |
| Asistentes | Enrique Mendoza Guillén |
|            | Edgardo Codesal Méndez  |

|                   |    |    |
| Tiros             | 7  | 14 |
| Tiros a puerta    | 4  | 7  |
| Faltas            | 12 | 24 |
| Saques de esquina | 6  | 4  |
| Penaltis          | 0  | 2  |
| Fueras de juego   | 0  | 4  |

| Alineación inicial |

| Campeón Primera División 1983-84 |
| -------------------------------- |
|                                  |
| América                          |
| 4.to título                      |